# Heidi Jauk
Heidi Jauk (...) è un'ex sciatrice alpina austriaca paralimpica che ha rappresentato l'Austria alle Paralimpiadi invernali del 1976 e del 1980, vincendo un totale di quattro medaglie d'argento.

## Carriera
Alle Paralimpiadi invernali 1976 a Örnsköldsvik, in Svezia, ha vinto tre medaglie d'argento: nello slalom speciale femminile categoria II (con un tempo di 1:56.57  si è posizionata seconda, dietro all'atleta della Germania dell'Ovest Annemie Schneider con 1:35.39), nello slalom gigante (in 1:55.79 ) e supercombinata (in 0:04.26).
Quattro anni più tardi, a Geilo 1980, con un tempo di 1:33.11 si è piazzata seconda nello slalom speciale 2A (sul podio la canadese Lorna Manzer medaglia d'oro con 1:28.59 e Reinhild Möller medaglia di bronzo in 1:33.35).

## Palmarès

### Paralimpiadi
- 4 medaglie:
  - 4 argenti (slalom speciale II, slalom gigante II e supercombinata II a Örnsköldsvik 1976; slalom speciale 2A a Geilo 1980)